# Myotis gomantongensis
Myotis gomantongensis là một loài động vật có vú trong họ Dơi muỗi, bộ Dơi. Loài này được Francis & Hill miêu tả năm 1998.